# Heliconius fascinator
Heliconius fascinator är en fjärilsart som beskrevs av William James Kaye 1919. Heliconius fascinator ingår i släktet Heliconius och familjen praktfjärilar. Inga underarter finns listade i Catalogue of Life.